# حصار شرق البحر الأبيض المتوسط
في 25 أغسطس 1915، أعلنت قوات الحلفاء رسميًا حصار الساحل الشرقي للبحر الأبيض المتوسط. تبدأ المنطقة المعلنة شمالًا عند تقاطع بحر إيجة والبحر الأبيض المتوسط، وتنتهي جنوبًا عند الحدود المصرية. كان هذا الإجراء موجهًا ضد الإمبراطورية العثمانية، التي انضمت إلى دول المركز. كان له تأثير شديد على إمدادات الغذاء واحتياجات السكان المدنيين، حيث ارتفعت الأسعار بشكل كبير. وعلى عكس حصار ألمانيا، لم يُدرس الحصار الأنجلو-فرنسي على نطاق واسع. 
يبرر رئيس الوزراء البريطاني ديفيد لويد جورج استخدام الحصار البحري كأداة حرب:
في حربٍ من هذا النوع، كانت القوة البحرية مفتاح النصر النهائي ما دامت أيٌّ من السياستين قادرةً على الصمود على البر. فإذا حافظنا على السيطرة على البحار دون الاقتحام الفعلي للساحل، فقد تُجبر القوى المركزية في النهاية على الاستسلام جوعًا... لذا، كانت المجاعة المحتملة أقوى سلاح في جيش المتحاربين. وطالما حافظت بريطانيا على سيطرتها على البحار، فلن تُهزم هي ولا حلفاؤها بسبب أي نقص في الغذاء أو المواد الأساسية لشن الحرب... لقد كان حسابًا قاسيًا، لكن الحرب قسوة مُنظمة... لم يكن مجموع العذاب الذي ألحقته الحرب بالبشرية قط بمثل عظمته في الحرب العالمية الأولى (1914-1918). 
كما أدى ذلك مباشرةً إلى مجاعة في جبل لبنان وهجرات جماعية. اعتقد البريطانيون أن الحصار سيكون فعالاً على البحر الأبيض المتوسط بعد إقناع الشريف حسين بالثورة على العثمانيين وبالتالي رفع الحصار عن البحر الأحمر. أما الفرنسيون فقد قلّ حماسهم لمواصلة الحصار بعد ورود أنباء المجاعة ونقص الغذاء، إذ لاحظتُ أن إرسال المساعدات سيكون أكثر فعالية من فرض حصار على الحلفاء.
أضعف هذا الحصار المجهود الحربي لدول المركز، لكنه ساهم في تجويع السكان المدنيين. ويُعتبر أحد العوامل التي أدت إلى مقتل 500,000 مدني في بلاد الشام، من إجمالي عدد سكان يبلغ حوالي 3.8 مليون نسمة، بين عامي 1914 و1918. لعقود عديدة، طغت المعارك البرية في الحرب العالمية الأولى، وحرب الخنادق، على الحرب البحرية في كل من التمثيلات الجماعية والدراسات الأكاديمية. علاوة على ذلك، لا تزال الجبهة الغربية هي الأشهر، على حساب مناطق القتال الأخرى حول العالم، وخاصة الشرق الأوسط. وأخيرا، أدى الحصار المعاصر، الذي فرضته بريطانيا على ألمانيا وأسفر عن مقتل 760 ألف مدني، إلى تحويل الانتباه عن حصار البحر الأبيض المتوسط، الذي كانت عواقبه الإنسانية مأساوية على الرغم من ذلك.

## أهداف الحرب
أدى الحصار إلى تعطيل التجارة، وكان جزءًا من منطق الحرب الاقتصادية. في البداية، فرض البريطانيون حصارًا على ألمانيا في بحر الشمال، ثم طبّقوا، بالتعاون مع فرنسا، سياسة الحصار نفسها على العثمانيين. كانت أهداف الحرب خنق الإمبراطورية العثمانية وزيادة عزلة ألمانيا بمنعها من الحصول على الإمدادات من تركيا وسوريا ومصر.
بالإضافة إلى الهدف الاقتصادي، كان هناك بُعد سياسي: خشيت فرنسا وبريطانيا من نجاح الحكومة العثمانية، التي دعت إلى الجهاد، في حشد المسلمين في مستعمراتها ضدهما؛ إذ حدّت السيطرة على الطرق البحرية من الاتصالات بين مختلف المناطق الجغرافية للإمبراطورية العثمانية. ومع ذلك، لم يكن لدى حزب تركيا الفتاة الحاكم، المعروف بمبادئه العلمانية، فرصة تُذكر لإثارة حركة تضامن ديني لصالحه.

## الحصار
في عام 1912، مُنحت فرنسا، في حال نشوب نزاع، دور المراقبة البحرية في البحر الأبيض المتوسط، بينما تولى البريطانيون، بفضل تفوقهم البحري، مراقبة بحر الشمال، حيث سيتعين عليهم مواجهة الأسطول الألماني القوي وحصار ألمانيا. شمل البحر الأبيض المتوسط، بالإضافة إلى شرقه، مسرح عمليات البحر الأدرياتيكي، حيث واجه الفرنسيون الأسطول النمساوي المجري.
اعترض البريطانيون على هذه الاتفاقية منذ عام 1915، ساعيين إلى التدخل الفعال في شرق البحر الأبيض المتوسط لسببين. من جهة، أرادت إنجلترا السيطرة بشكل أكثر فعالية على قناة السويس (في مصر)، وهي قناة تسمح بعبور سريع إلى الهند، وتعتبرها حيوية للحفاظ على إمبراطوريتها. من ناحية أخرى، كان البريطانيون يستعدون لتوسيع حكمهم الاستعماري ليشمل فلسطين، وهي منطقة عثمانية كانت فرنسا تطمع فيها (وكانت تُدرج سابقًا فيما أسماه المفاوضون الفرنسيون "سوريا المتكاملة"). كانت طموحات البريطانيين بشأن فلسطين لا تزال مرتبطة بهدفهم المتمثل في تأمين المرور عبر قناة السويس، وكانت، على نطاق أوسع، جزءًا من احتمال تقسيم الأراضي العربية مستقبلًا إلى مناطق نفوذ بريطانية وفرنسية، وهو احتمال تحقق عام 1916 باتفاقية سايكس بيكو.
أبرم البريطانيون والفرنسيون اتفاقية بحرية جديدة في 31 يناير 1915: سيطر البريطانيون الآن على الدردنيل ومصر (وهي دولة فرضت عليها المملكة المتحدة حماية عام 1914)؛ وحصل الفرنسيون على سلطة على السواحل السورية وجنوب الأناضول.
إلا أن البريطانيين لم يلتزموا بالاتفاقية حرفيًا، وتدخلوا أيضًا على السواحل السورية

### العمليات البحرية
امتد الحصار من جزيرة ساموس (على بُعد كيلومتر واحد من الساحل التركي) إلى مصر.
أصبح البحر الأبيض المتوسط منطقة حرب في نوفمبر 1914 (كما حدث مع بحر الشمال). ورغم عدم إعلان الحصار، فقد طُبّق على الفور؛ وأصبح رسميًا بعد بضعة أشهر، في أغسطس 1915.
صودرت شحنات غذائية من سفن تجارية تابعة لدول المركز، وأحيانًا السفن نفسها، باعتبارها سلعًا مهربة. كان الدور الرئيسي للأسطول الفرنسي في شرق البحر الأبيض المتوسط هو مراقبة السواحل والطرق البحرية وحماية الروابط البحرية للحلفاء من خلال القوافل.
بحلول نهاية عام 1914، مارس الحلفاء التفوق البحري في البحر الأبيض المتوسط. وسيطروا على البحار بشكل عام، باستثناء بحر البلطيق (الذي تسيطر عليه ألمانيا)، والبحر الأسود (الذي يسيطر عليه الأتراك)، والبحر الأدرياتيكي (الذي تهيمن عليه الإمبراطورية النمساوية المجرية). كانت المعركة البحرية الرئيسية في البحر الأبيض المتوسط هي معركة الدردنيل عام 1915، لكن العمليات تحت الحصار نفسه لم تسفر عن معركة بحرية كبيرة في شرق البحر الأبيض المتوسط بسبب هذه الهيمنة.
احتل الفرنسيون جزيرة أرواد قبالة سواحل سوريا في 1 سبتمبر 1915، وجزيرة كاستيلوريزو قبالة سواحل تركيا في ديسمبر، حيث أنشأوا مراكز استخباراتهم. في عام 1917، ردّ الأتراك بإطلاق النار من الضفة المقابلة على مواقع الحلفاء في كاستيلوريزو، وأغرقوا طائرة مائية بريطانية، وقصفوا جزيرة عواد، حيث أغرقوا سفينة صيد فرنسية.
سعى البريطانيون إلى الحفاظ على الضغط البحري على الأتراك. فنظموا غارات على ساحل الأناضول عام 1916، واستولوا على قطعان ماشية اعتقدوا أنها صودرت لشحنها إلى ألمانيا. علاوة على ذلك، أمل البريطانيون في شل حركة الأتراك بإثارة التهديد بإنزال للحلفاء. في الواقع، وُضعت خطط الإنزال ثم أُهملت على مر السنين.
حاول الأتراك والألمان، دون جدوى، مواجهة حصار الحلفاء بمهاجمة قناة السويس.

### الفعالية
مقارنةً بالحصار الألماني، كان حصار شرق البحر الأبيض المتوسط أكثر صعوبةً في الاختراق: إذ حمت الغواصات الألمانية السواحل الألمانية، مما أجبر الأسطول البريطاني على العمل عن بُعد؛ بينما كانت هذه الغواصات أقل نشاطًا في البحر الأبيض المتوسط، حيث كانت قواعدها البحرية قليلة جدًا (القسطنطينية والموانئ النمساوية).
افتقر العثمانيون إلى الوسائل اللازمة للدفاع عن سواحلهم أو الحفاظ على إمداداتهم بحرًا. ولم تكن هناك طرق برية كافية لنقل القوات إلى السواحل المهددة بغارات دول الوفاق. ولم يكن لدى الإمبراطورية العثمانية سوى 5500 كيلومتر من السكك الحديدية. وظل خط سكة حديد برلين-بغداد غير مكتمل (كان قسم أنطاليا-الموصل لا يزال قيد الإنشاء)، وكذلك نفقا طوروس وأمانوس. وكان خط سكة حديد سوريا-فلسطين (دمشق-يافا) أحادي المسار، مما أبطأ حركة المرور، وكذلك خط سكة حديد الحجاز الذي يربط دمشق بالمدينة المنورة. كانت شبكة السكك الحديدية، المخصصة لنقل الجنود، مكتظة.
بسبب الحصار، عانى الجيش العثماني من نقص في الغذاء ونقص في المعدات.
لقي 240 ألف جندي عثماني حتفهم في الصفوف الخلفية، مقارنةً بـ 85 ألف رجل قُتلوا في المعارك، "مما يُشير إلى مدى النقص الغذائي والطبي الذي عانت منه الإمبراطورية العثمانية. ومع ذلك، ربما تجاوزت الخسائر العسكرية الفعلية 325 ألف حالة وفاة مسجلة، لتصل إلى 500 ألف أو 600 ألف ضحية"، كما كتب المؤرخ مارتن موت. يُقدر معدل الوفيات في الجيش العثماني بنسبة 27%؛ وبالمقارنة، كان 16.8% في الجيش الفرنسي خلال الفترة نفسها.
سعت الحكومة العثمانية إلى تعويض النقص من خلال مصادرة الطعام وحيوانات الجر، مما جعلها غير مرغوب فيها للغاية في المناطق العربية الأكثر تضررًا.

### المساعدات الإنسانية الفرنسية
بين عامي 1916 و1918، قدمت فرنسا بعض الإغاثة للشعب اللبناني المتضرر من المجاعة في جزيرة أرواد. وبعد أن طلب البطريرك الماروني قرضًا لشراء الطعام، نُقل سرًا مبلغ 24 ألف جنيه إسترليني من جزيرة أرواد إلى مسيحيي جبل لبنان؛ بالإضافة إلى ذلك، أُنقذ 300 لاجئ وصلوا إلى الجزيرة سباحةً. وفي 12 و13 سبتمبر 1915، ساعد الفرنسيون 3000 أرمني على مغادرة الساحل التركي.

### رفض السماح بالمساعدات الإنسانية الأمريكية
ومع ذلك، في عام 1917، منعت فرنسا أيضًا بعثة إنسانية أمريكية من الوصول إلى لبنان، حيث كان معدل الوفيات بين المدنيين الجائعين من أعلى المعدلات في العالم.
وفقًا لـ ج. باوليني، كانت إنجلترا تحديدًا هي التي منعت وصول سفينة أمريكية محملة بالمؤن إلى لبنان، متذرعةً بمخاوف من وقوع الطعام في أيدي العثمانيين. ومع ذلك، يضيف المؤرخ أن لندن حظيت بدعم فرنسا وإيطاليا في هذه الخطوة المُعرقلة.
استبعدت فرنسا إمكانية "إعادة الإمداد المسلح"، الأمر الذي كان سيتطلب عملية عسكرية في طرابلس. ووفقًا للمؤرخ يان بويرات، "ضُحي ببقاء اللبنانيين على مذبح الضرورات الاستراتيجية لفرنسا"، التي أعطت الأولوية للقتال ضد دول المحور.

## آثار الحصار على المدنيين
كان التأثير الرئيسي هو المجاعة التي أصابت سكان الساحل الشرقي للبحر الأبيض المتوسط.
كانت عواقب حصار ساحل البحر الأبيض المتوسط أكثر مأساوية من عواقب الحصار الألماني نظرًا لقلة الطرق البرية في آسيا مقارنةً بأوروبا.
استخدم الحلفاء المجاعة كسلاح حرب، وفقًا للمؤرخة لورا سي. روبسون.

### المناطق الأكثر تضررًا
كانت بلاد الشام، التي تضم دول سوريا ولبنان والأردن وفلسطين، الأكثر تضررًا (حتى عكا وحيفا جنوبًا).
كانت بلاد الشام جزءًا من اقتصاد مُعولم واعتمدت على تجارتها مع أوروبا؛ وينطبق هذا بشكل خاص على القطاع المصرفي. عانى جبل لبنان أكثر من غيره: فقد تخلى عن زراعة محاصيل الحبوب ليتخصص في تربية دودة القز. منع الحصار تصدير دودة القز، عصب الاقتصاد، وكذلك استيراد المواد الغذائية.

### المجاعة وعدد القتلى
تعود المجاعة في بلاد الشام إلى عدة أسباب. فبالإضافة إلى الحصار البحري، ساهمت عوامل أخرى في هذه المجاعة القاتلة: السياسة العثمانية، التي أعطت الأولوية لإمداد الجيش وضحّت بالسكان المدنيين من خلال مصادرة المواد الغذائية المتاحة؛ وغزو الجراد في الإمبراطورية العثمانية خلال صيف عام 1915، الذي أتلف المحاصيل؛ والمضاربة على الحبوب في المناطق المتضررة، مما ساهم في ارتفاع الأسعار وفاقم الوضع.
مات 500,000 شخص جوعًا في بلاد الشام. تتراوح تقديرات إجمالي سكان سوريا الكبرى خلال الحرب العالمية الأولى بين 3.25 مليون و4.37 مليون نسمة، ما يمثل معدل وفيات يتراوح بين 15.3% و11.4%.
شهد جبل لبنان وحده 150 ألف حالة وفاة من إجمالي عدد سكانه البالغ 415 ألف نسمة، ما يمثل معدل وفيات بنسبة 37%.
وفقًا للمؤرخ مارتن موت، كان لحصار الحلفاء آثارٌ مُفاقمة على الإبادة الجماعية للأرمن واليونانيين البنطيين: "يُعتقد أيضًا أن 800 ألف أرمني و200 ألف يوناني كانوا ضحايا عمليات ترحيل ومجازر وعمل قسري. ورغم أن هذه الشعوب اضطُهدت لفترة طويلة، فمن الواضح أن الحصار فاقم أوضاعها بتحريض الأتراك على التخلص من الفائض من الطعام، أو على الأقل عدم إطعام المُهجّرين، وهو ما يُعادل الأمر نفسه".

### المسؤوليات البريطانية والفرنسية
تتذكر المؤرخة لورا سي. روبسون حجة رئيس الوزراء البريطاني ديفيد لويد جورج المؤيدة للحصار: "إذا حافظنا على السيطرة على البحار دون النزول فعليًا إلى الشاطئ، فقد تُجبر القوى المركزية في النهاية على الاستسلام جوعًا. إنه حساب قاسٍ، لكن الحرب قسوة منظمة." ووفقًا لهذه الباحثة، كان هدف الحصار الأنجلو-فرنسي في الواقع تجويع المدنيين بهدف إسقاط الإمبراطورية العثمانية. ومع ذلك، يرى مؤرخون آخرون أن البريطانيين والفرنسيين لم يتوقعوا عواقب وخيمة كتلك التي لحقت بسكان الإمبراطورية، وخاصة مسيحيي لبنان، الذين كانوا متعاطفين مع قوى الوفاق. كان من المفترض أن تلعب فرنسا دور حامي المسيحيين الشرقيين؛ شعرت بالحرج، خلال فترة الانتداب الفرنسي على سوريا ولبنان، فحاولت إنكار دورها في أزمة الغذاء في لبنان، وإلقاء اللوم على السلطات العثمانية وحدها في المجاعة، ونسبت إليها نية الإبادة.
وكانت المسؤولية الكبرى لبريطانيا، كما زُعم، هي الحفاظ على "حصار كان أكثر إجرامًا لأنه استمر حتى خريف عام 1918، عندما لم تعد نتيجة الحرب موضع شك".
وورد أن فرنسا عرضت تخفيف الحصار، وهو ما رفضته بريطانيا. ورفضت مذكرة بريطانية إلى وزارة الخارجية الاقتراح الفرنسي بإطعام المدنيين الجائعين؛ ردّ مسؤول بريطاني على الفرنسيين بهذه العبارات: "إن حلفاء الوفاق يتعرضون للابتزاز ببساطة لمعالجة نقص الإمدادات، وهو الهدف الأساسي من الحصار".
وقد سُلِّط الضوء على الدور المحوري الذي لعبه حصار الحلفاء في أزمة المجاعة منذ عام 1992 في دراسة أجرتها ليندا شيلشر، والتي مثّلت تحولاً عن الخطاب التقليدي حول المسؤولية السياسية للعثمانيين.

### التفسيرات الشائعة
خريطة لاتفاقيات سايكس بيكو السرية المبرمة بين المملكة المتحدة وفرنسا عام 1916. يقع لبنان وسوريا في المنطقة الزرقاء الفرنسية. وتقع فلسطين في المنطقة البنية للإدارة الدولية التي يطمع بها الفرنسيون والبريطانيون.
لم يُعزِ العرب المعاصرون للمجاعة ذلك إلى الحصار البحري للحلفاء، بل إلى العثمانيين بالدرجة الأولى، الذين فقد نظامهم شرعيته. نسب اللبنانيون المقيمون في الخارج، مثل جبران خليل جبران في الولايات المتحدة، أو المهاجرون المستقرون في فرنسا، إلى العثمانيين خطة لإبادة السكان المسيحيين العرب، مماثلة لتلك التي أدت إلى الإبادة الجماعية للأرمن. وقد أدت المجاعة إلى تفاقم الانقسام بين العرب والأتراك بشكل كبير، على الرغم من أن نقص الغذاء أثر أيضًا على الأناضول.

## فوائد سياسية لفرنسا
أتاح انتصار الحلفاء عام 1918 رفع الحصار والسماح بوصول إمدادات الإغاثة. قُدّمت مساعدات طارئة فرنسية كبيرة من نوفمبر 1918 إلى مايو 1919، لا سيما في جبل لبنان.
يؤكد المؤرخون على المصالح السياسية المعرضة للخطر في المساعدات الفرنسية. في نوفمبر 1918، كانت المواقع العسكرية الفرنسية في بلاد الشام ضعيفة التأمين ضد بريطانيا وقوات الثورة العربية. وهكذا، أصبحت إمدادات الإغاثة للبنانيين ضرورية لكسب السكان والتحضير للحكم الاستعماري، في سياق كان فيه الانتداب الفرنسي على سوريا ولبنان محل نزاع ولا يزال في مراحل التخطيط.
وفقًا للمؤرخ غراهام بيتس، سعت الدعاية الفرنسية إلى تحويل العائق السياسي للحصار البحري إلى ميزة؛ رأت في المجاعة وسيلةً "لجعل الأتراك مكروهين في جميع الدول العربية": "قررت باريس ولندن التركيز على إرساء رواية رسمية مفادها أن العثمانيين هم من تسببوا في المجاعة عمدًا. وقد كُلِّف السفير الفرنسي في واشنطن بتوضيح الأمر للرئيس ويلسون بأن المجاعة لم تكن بسبب نقص الموارد، بل بسبب حصار متعمد فرضه جمال باشا على لبنان". ربما تكون قدرة فئات معينة من الشعب اللبناني على مقاومة الهيمنة الفرنسية قد ضعفت بسبب سنوات المجاعة العديدة.